# Interlands Iers voetbalelftal 1900-1919
Deze pagina toont een chronologisch en gedetailleerd overzicht van de interlands die het Iers voetbalelftal heeft gespeeld in de periode 1900 – 1919.

## Interlands

### 1900
|                                                                                    |                                            |       |         |                                                                                 |
| 24 februari British Home Championship 1900 № 53 «onderlinge duels» 15:30 uur (UTC) | Wales                                      | 2 – 0 | Ierland | The Oval, Llandudno Toeschouwers: 6.000 Scheidsrechter: Charles Sutcliffe (ENG) |
| 24 februari British Home Championship 1900 № 53 «onderlinge duels» 15:30 uur (UTC) | Thomas Parry 73' Billy Meredith 87' (pen.) |       |         | The Oval, Llandudno Toeschouwers: 6.000 Scheidsrechter: Charles Sutcliffe (ENG) |

|                                                                                     |         |                                      |           |                                                                               |
| 3 maart British Home Championship 1900 № 54 «onderlinge duels» 15:30 uur (UTC–0:25) | Ierland | 0 – 3                                | Schotland | Solitude, Belfast Toeschouwers: 6.000 Scheidsrechter: Charles Sutcliffe (ENG) |
| 3 maart British Home Championship 1900 № 54 «onderlinge duels» 15:30 uur (UTC–0:25) |         | 8', 65' John Campbell 23' Alec Smith |           | Solitude, Belfast Toeschouwers: 6.000 Scheidsrechter: Charles Sutcliffe (ENG) |

|                                                                                      |         |                                            |          |                                                                                  |
| 17 maart British Home Championship 1900 № 55 «onderlinge duels» 16:00 uur (UTC–0:25) | Ierland | 0 – 2                                      | Engeland | Lansdowne Road, Dublin Toeschouwers: 8.000 Scheidsrechter: Johnny Marshall (SCO) |
| 17 maart British Home Championship 1900 № 55 «onderlinge duels» 16:00 uur (UTC–0:25) |         | 12' (e.d.) Mick Cochrane 16' Charlie Sagar |          | Lansdowne Road, Dublin Toeschouwers: 8.000 Scheidsrechter: Johnny Marshall (SCO) |

### 1901
|                                                                                    | |        |         |                                                                           |
| 23 februari British Home Championship 1901 № 56 «onderlinge duels» 15:30 uur (UTC) | Schotland                                                                                               | 11 – 0 | Ierland | Celtic Park, Glasgow Toeschouwers: 15.000 Scheidsrechter: Tom Gough (WAL) |
| 23 februari British Home Championship 1901 № 56 «onderlinge duels» 15:30 uur (UTC) | Sandy McMahon 10', 12', 26', 70' Davie Russell 20' John Campbell 21', 85' Robert Hamilton 71', 84', 86' |        |         | Celtic Park, Glasgow Toeschouwers: 15.000 Scheidsrechter: Tom Gough (WAL) |

|                                                                                |                                                    |       |         |                                                                               |
| 9 maart British Home Championship 1901 № 57 «onderlinge duels» 15:00 uur (UTC) | Engeland                                           | 3 – 0 | Ierland | The Dell, Southampton Toeschouwers: 8.000 Scheidsrechter: Tom Robertson (SCO) |
| 9 maart British Home Championship 1901 № 57 «onderlinge duels» 15:00 uur (UTC) | Tommy Crawshaw 9' George Hedley 81' Tip Foster 83' |       |         | The Dell, Southampton Toeschouwers: 8.000 Scheidsrechter: Tom Robertson (SCO) |

|                                                                                      |         |                     |       |                                                                               |
| 23 maart British Home Championship 1901 № 58 «onderlinge duels» 15:30 uur (UTC–0:25) | Ierland | 0 – 1               | Wales | Solitude, Belfast Toeschouwers: 7.000 Scheidsrechter: Charles Sutcliffe (ENG) |
| 23 maart British Home Championship 1901 № 58 «onderlinge duels» 15:30 uur (UTC–0:25) |         | 55' John Love Jones |       | Solitude, Belfast Toeschouwers: 7.000 Scheidsrechter: Charles Sutcliffe (ENG) |

### 1902
|                                                                                    |       |                         |         |                                                                                        |
| 22 februari British Home Championship 1902 № 59 «onderlinge duels» 15:30 uur (UTC) | Wales | 0 – 3                   | Ierland | Cardiff Arms Park, Cardiff Toeschouwers: 10.000 Scheidsrechter: Arthur Kingscott (ENG) |
| 22 februari British Home Championship 1902 № 59 «onderlinge duels» 15:30 uur (UTC) |       | 40', 60', 75' Andy Gara |         | Cardiff Arms Park, Cardiff Toeschouwers: 10.000 Scheidsrechter: Arthur Kingscott (ENG) |

|                                                                                     |               |       |                                                                 |                                                                             |
| 1 maart British Home Championship 1902 № 60 «onderlinge duels» 15:30 uur (UTC–0:25) | Ierland       | 1 – 5 | Schotland                                                       | Grosvenor Road, Belfast Toeschouwers: 15.000 Scheidsrechter: Fred Bye (ENG) |
| 1 maart British Home Championship 1902 № 60 «onderlinge duels» 15:30 uur (UTC–0:25) | Bob Milne 88' |       | 43', 75', 77' Robert Hamilton 52' Bobby Walker 80' Albert Buick | Grosvenor Road, Belfast Toeschouwers: 15.000 Scheidsrechter: Fred Bye (ENG) |

|                                                                                      |         |                  |          |                                                                                        |
| 22 maart British Home Championship 1902 № 61 «onderlinge duels» 15:30 uur (UTC–0:25) | Ierland | 0 – 1            | Engeland | Balmoral Showgrounds, Belfast Toeschouwers: 12.000 Scheidsrechter: Tom Robertson (SCO) |
| 22 maart British Home Championship 1902 № 61 «onderlinge duels» 15:30 uur (UTC–0:25) |         | 86' Jimmy Settle |          | Balmoral Showgrounds, Belfast Toeschouwers: 12.000 Scheidsrechter: Tom Robertson (SCO) |

### 1903
|                                                                                    |                                                         |       |         |                                                                                              |
| 14 februari British Home Championship 1903 № 62 «onderlinge duels» 15:00 uur (UTC) | Engeland                                                | 4 – 0 | Ierland | Molineux Stadium, Wolverhampton Toeschouwers: 24.240 Scheidsrechter: William Nunnerley (WAL) |
| 14 februari British Home Championship 1903 № 62 «onderlinge duels» 15:00 uur (UTC) | Vivian Woodward 19', 52' Jack Sharp 63' Harry Davis 87' |       |         | Molineux Stadium, Wolverhampton Toeschouwers: 24.240 Scheidsrechter: William Nunnerley (WAL) |

|                                                                                 |           |                               |         |                                                                              |
| 21 maart British Home Championship 1903 № 63 «onderlinge duels» 15:30 uur (UTC) | Schotland | 0 – 2                         | Ierland | Celtic Park, Glasgow Toeschouwers: 17.000 Scheidsrechter: Fred Kirkham (ENG) |
| 21 maart British Home Championship 1903 № 63 «onderlinge duels» 15:30 uur (UTC) |           | 9' Joe Connor 83' Jack Kirwan |         | Celtic Park, Glasgow Toeschouwers: 17.000 Scheidsrechter: Fred Kirkham (ENG) |

|                                                                                      |                                       |       |       |                                                                           |
| 28 maart British Home Championship 1903 № 64 «onderlinge duels» 15:30 uur (UTC–0:25) | Ierland                               | 2 – 0 | Wales | Solitude, Belfast Toeschouwers: 14.000 Scheidsrechter: Fred Kirkham (ENG) |
| 28 maart British Home Championship 1903 № 64 «onderlinge duels» 15:30 uur (UTC–0:25) | Archie Goodall 76' Paddy Sheridan 88' |       |       | Solitude, Belfast Toeschouwers: 14.000 Scheidsrechter: Fred Kirkham (ENG) |

### 1904
|                                                                                      |                 |       |                                               |                                                                            |
| 12 maart British Home Championship 1904 № 65 «onderlinge duels» 15:30 uur (UTC–0:25) | Ierland         | 1 – 3 | Engeland                                      | Solitude, Belfast Toeschouwers: 18.000 Scheidsrechter: Tom Robertson (SCO) |
| 12 maart British Home Championship 1904 № 65 «onderlinge duels» 15:30 uur (UTC–0:25) | Jack Kirwan 49' |       | 12' Joe Bache 16' Alf Common 65' George Davis | Solitude, Belfast Toeschouwers: 18.000 Scheidsrechter: Tom Robertson (SCO) |

|                                                                                 |       |                            |         |                                                                             |
| 21 maart British Home Championship 1904 № 66 «onderlinge duels» 15:30 uur (UTC) | Wales | 0 – 1                      | Ierland | Penrhyn Park, Bango Toeschouwers: 10.000 Scheidsrechter: Fred Kirkham (ENG) |
| 21 maart British Home Championship 1904 № 66 «onderlinge duels» 15:30 uur (UTC) |       | 77' (pen.) Billy McCracken |         | Penrhyn Park, Bango Toeschouwers: 10.000 Scheidsrechter: Fred Kirkham (ENG) |

|                                                                                      |                    |       |                     |                                                                               |
| 26 maart British Home Championship 1904 № 67 «onderlinge duels» 15:30 uur (UTC–0:25) | Ierland            | 1 – 1 | Schotland           | Dalymount Park, Dublin Toeschouwers: 1.000 Scheidsrechter: Fred Kirkham (ENG) |
| 26 maart British Home Championship 1904 № 67 «onderlinge duels» 15:30 uur (UTC–0:25) | Paddy Sheridan 70' |       | 22' Robert Hamilton | Dalymount Park, Dublin Toeschouwers: 1.000 Scheidsrechter: Fred Kirkham (ENG) |

### 1905
|                                                                                    |                   |       |                           |                                                                                       |
| 25 februari British Home Championship 1905 № 68 «onderlinge duels» 15:00 uur (UTC) | Engeland          | 1 – 1 | Ierland                   | Ayresome Park, Middlesbrough Toeschouwers: 21.700 Scheidsrechter: Tom Robertson (SCO) |
| 25 februari British Home Championship 1905 № 68 «onderlinge duels» 15:00 uur (UTC) | Steve Bloomer 50' |       | 49' (e.d.) Tim Williamson | Ayresome Park, Middlesbrough Toeschouwers: 21.700 Scheidsrechter: Tom Robertson (SCO) |

|                                                                                 |                                                                    |       |         |                                                                             |
| 18 maart British Home Championship 1905 № 69 «onderlinge duels» 15:30 uur (UTC) | Schotland                                                          | 4 – 0 | Ierland | Celtic Park, Glasgow Toeschouwers: 35.000 Scheidsrechter: Tom Kirkham (ENG) |
| 18 maart British Home Championship 1905 № 69 «onderlinge duels» 15:30 uur (UTC) | Charles Thomson 14' (pen.), pen.' Bobby Walker 35' Jimmy Quinn 50' |       |         | Celtic Park, Glasgow Toeschouwers: 35.000 Scheidsrechter: Tom Kirkham (ENG) |

|                                                                                     |                                       |       |                                     |                                                                          |
| 8 april British Home Championship 1905 № 70 «onderlinge duels» 15:30 uur (UTC–0:25) | Ierland                               | 2 – 2 | Wales                               | Solitude, Belfast Toeschouwers: 15.000 Scheidsrechter: Tom Kirkham (ENG) |
| 8 april British Home Championship 1905 № 70 «onderlinge duels» 15:30 uur (UTC–0:25) | Neeley Murphy 25' Charlie O'Hagan 45' |       | 18' Mart Watkins 38' Bobby Atherton | Solitude, Belfast Toeschouwers: 15.000 Scheidsrechter: Tom Kirkham (ENG) |

### 1906
|                                                                                         |         |                                                                       |          |                                                                            |
| 17 februari British Home Championship 1906 № 71 «onderlinge duels» 15:30 uur (UTC–0:25) | Ierland | 0 – 5                                                                 | Engeland | Solitude, Belfast Toeschouwers: 14.063 Scheidsrechter: Tom Robertson (SCO) |
| 17 februari British Home Championship 1906 № 71 «onderlinge duels» 15:30 uur (UTC–0:25) |         | 26', 89' Dicky Bond 32' Arthur Brown 56' Stanley Harris 70' Sammy Day |          | Solitude, Belfast Toeschouwers: 14.063 Scheidsrechter: Tom Robertson (SCO) |

|                                                                                      |         |                    |           |                                                                          |
| 17 maart British Home Championship 1906 № 72 «onderlinge duels» 15:30 uur (UTC–0:25) | Ierland | 0 – 1              | Schotland | Dalymount Park, Dublin Toeschouwers: .000 Scheidsrechter: Fred Bye (ENG) |
| 17 maart British Home Championship 1906 № 72 «onderlinge duels» 15:30 uur (UTC–0:25) |         | 52' Thomas Fitchie |           | Dalymount Park, Dublin Toeschouwers: .000 Scheidsrechter: Fred Bye (ENG) |

|                                                                                |                                                 |       |                                              |                                                                                  |
| 2 april British Home Championship 1906 № 73 «onderlinge duels» 15:30 uur (UTC) | Wales                                           | 4 – 4 | Ierland                                      | Racecourse Ground, Wrexham Toeschouwers: 5.000 Scheidsrechter: Tom Kirkham (ENG) |
| 2 april British Home Championship 1906 № 73 «onderlinge duels» 15:30 uur (UTC) | Arthur Green 13', 20', 28' Hugh Morgan-Owen 55' |       | 10', 25', 74' Harold Sloan 72' Jimmy Maxwell | Racecourse Ground, Wrexham Toeschouwers: 5.000 Scheidsrechter: Tom Kirkham (ENG) |

### 1907
|                                                                                    |                    |       |         |                                                                                   |
| 16 februari British Home Championship 1907 № 74 «onderlinge duels» 15:30 uur (UTC) | Engeland           | 1 – 0 | Ierland | Goodison Park, Liverpool Toeschouwers: 22.235 Scheidsrechter: Tom Robertson (SCO) |
| 16 februari British Home Championship 1907 № 74 «onderlinge duels» 15:30 uur (UTC) | Harold Hardman 53' |       |         | Goodison Park, Liverpool Toeschouwers: 22.235 Scheidsrechter: Tom Robertson (SCO) |

|                                                                                         |                                      |       |                                                       |                                                                          |
| 23 februari British Home Championship 1907 № 75 «onderlinge duels» 15:30 uur (UTC–0:25) | Ierland                              | 2 – 3 | Wales                                                 | Solitude, Belfast Toeschouwers: 12.000 Scheidsrechter: Tom Kirkham (ENG) |
| 23 februari British Home Championship 1907 № 75 «onderlinge duels» 15:30 uur (UTC–0:25) | Charlie O'Hagan 10' Harold Sloan 80' |       | 12' Dicky Morris 78' Billy Meredith 83' William Jones | Solitude, Belfast Toeschouwers: 12.000 Scheidsrechter: Tom Kirkham (ENG) |

|                                                                                 |                                                                |       |         |                                                                            |
| 16 maart British Home Championship 1907 № 76 «onderlinge duels» 16:00 uur (UTC) | Schotland                                                      | 3 – 0 | Ierland | Celtic Park, Glasgow Toeschouwers: 26.000 Scheidsrechter: John Lewis (ENG) |
| 16 maart British Home Championship 1907 № 76 «onderlinge duels» 16:00 uur (UTC) | Frank O'Rourke 40' Bobby Walker 48' Charles Thomson 82' (pen.) |       |         | Celtic Park, Glasgow Toeschouwers: 26.000 Scheidsrechter: John Lewis (ENG) |

### 1908
|                                                                                         |                  |       |                                                          |                                                                            |
| 15 februari British Home Championship 1908 № 77 «onderlinge duels» 15:30 uur (UTC–0:25) | Ierland          | 1 – 3 | Engeland                                                 | Solitude, Belfast Toeschouwers: 22.600 Scheidsrechter: Tom Robertson (SCO) |
| 15 februari British Home Championship 1908 № 77 «onderlinge duels» 15:30 uur (UTC–0:25) | Denis Hannon 13' |       | 7' George Hilsdon 80' Vivian Woodward 83' George Hilsdon | Solitude, Belfast Toeschouwers: 22.600 Scheidsrechter: Tom Robertson (SCO) |

|                                                                                      |         |                                              |           |                                                                                 |
| 14 maart British Home Championship 1908 № 78 «onderlinge duels» 15:30 uur (UTC–0:25) | Ierland | 0 – 5                                        | Schotland | Dalymount Park, Dublin Toeschouwers: 10.000 Scheidsrechter: John Ibbotson (ENG) |
| 14 maart British Home Championship 1908 № 78 «onderlinge duels» 15:30 uur (UTC–0:25) |         | 3', 64', 70', 75' Jimmy Quinn 23' Jimmy Galt |           | Dalymount Park, Dublin Toeschouwers: 10.000 Scheidsrechter: John Ibbotson (ENG) |

|                                                                                 |       |                  |         |                                                                                   |
| 11 april British Home Championship 1908 № 79 «onderlinge duels» 15:30 uur (UTC) | Wales | 0 – 1            | Ierland | Athletic Ground, Aberdare Toeschouwers: 6.000 Scheidsrechter: John Ibbotson (ENG) |
| 11 april British Home Championship 1908 № 79 «onderlinge duels» 15:30 uur (UTC) |       | 28' Harold Sloan |         | Athletic Ground, Aberdare Toeschouwers: 6.000 Scheidsrechter: John Ibbotson (ENG) |

### 1909
|                                                                                    |                                                         |       |         |                                                                             |
| 13 februari British Home Championship 1909 № 80 «onderlinge duels» 14:30 uur (UTC) | Engeland                                                | 4 – 0 | Ierland | Park Avenue, Bradford Toeschouwers: 28.000 Scheidsrechter: John Stark (SCO) |
| 13 februari British Home Championship 1909 № 80 «onderlinge duels» 14:30 uur (UTC) | George Hilsdon 50', 87' (pen.) Vivian Woodward 60', 80' |       |         | Park Avenue, Bradford Toeschouwers: 28.000 Scheidsrechter: John Stark (SCO) |

|                                                                                 |                                                                               |       |         |                                                                             |
| 15 maart British Home Championship 1909 № 81 «onderlinge duels» 15:30 uur (UTC) | Schotland                                                                     | 5 – 0 | Ierland | Ibrox Stadium, Glasgow Toeschouwers: 24.000 Scheidsrechter: Jim Mason (ENG) |
| 15 maart British Home Championship 1909 № 81 «onderlinge duels» 15:30 uur (UTC) | Jimmy McMenemy 15', 77' Sandy MacFarlane 20' Sandy Thomson 48' Harry Paul 84' |       |         | Ibrox Stadium, Glasgow Toeschouwers: 24.000 Scheidsrechter: Jim Mason (ENG) |

|                                                                                      |                                 |       |                                                      |                                                                              |
| 20 maart British Home Championship 1909 № 82 «onderlinge duels» 15:30 uur (UTC–0:25) | Ierland                         | 2 – 3 | Wales                                                | Grosvenor Park, Belfast Toeschouwers: 8.000 Scheidsrechter: John Stark (SCO) |
| 20 maart British Home Championship 1909 № 82 «onderlinge duels» 15:30 uur (UTC–0:25) | Billy Lacey 30' Andy Hunter 75' |       | 42' William Jones 62' George Wynn 63' Billy Meredith | Grosvenor Park, Belfast Toeschouwers: 8.000 Scheidsrechter: John Stark (SCO) |

### 1910
|                                                                                         |                    |       |                    |                                                                          |
| 12 februari British Home Championship 1910 № 83 «onderlinge duels» 15:30 uur (UTC–0:25) | Ierland            | 1 – 1 | Engeland           | Solitude, Belfast Toeschouwers: 8.000 Scheidsrechter: Alex Jackson (SCO) |
| 12 februari British Home Championship 1910 № 83 «onderlinge duels» 15:30 uur (UTC–0:25) | Frank Thompson 43' |       | 51' Harold Fleming | Solitude, Belfast Toeschouwers: 8.000 Scheidsrechter: Alex Jackson (SCO) |

|                                                                                      |                    |       |           |                                                                                |
| 19 maart British Home Championship 1910 № 84 «onderlinge duels» 15:30 uur (UTC–0:25) | Ierland            | 1 – 0 | Schotland | Windsor Park, Belfast Toeschouwers: 17.000 Scheidsrechter: Jack Howcroft (ENG) |
| 19 maart British Home Championship 1910 № 84 «onderlinge duels» 15:30 uur (UTC–0:25) | Frank Thompson 54' |       |           | Windsor Park, Belfast Toeschouwers: 17.000 Scheidsrechter: Jack Howcroft (ENG) |

|                                                                 |                                                |       |                           |                                                                                |
| 11 april British Home Championship 1910 № 85 «onderlinge duels» | Wales                                          | 4 – 1 | Ierland                   | Racecourse Ground, Wrexham Toeschouwers: 8.000 Scheidsrechter: Jim Mason (ENG) |
| 11 april British Home Championship 1910 № 85 «onderlinge duels» | Bobby Evans 24', 30' Grenville Morris 45', 72' |       | 47' (pen.) Johnny Darling | Racecourse Ground, Wrexham Toeschouwers: 8.000 Scheidsrechter: Jim Mason (ENG) |

### 1911
|                                                                                   |                    |       |                                         |                                                                                   |
| 28 januari British Home Championship 1911 № 86 «onderlinge duels» 15:00 uur (UTC) | Ierland            | 1 – 2 | Wales                                   | Windsor Park, Belfast Toeschouwers: 12.109 Scheidsrechter: Thomas Rowbotham (ENG) |
| 28 januari British Home Championship 1911 № 86 «onderlinge duels» 15:00 uur (UTC) | Billy Halligan 61' |       | 50' William Davies 84' Grenville Morris | Windsor Park, Belfast Toeschouwers: 12.109 Scheidsrechter: Thomas Rowbotham (ENG) |

|                                                                                    |                                     |       |                    |                                                                               |
| 11 februari British Home Championship 1911 № 87 «onderlinge duels» 15:00 uur (UTC) | Engeland                            | 2 – 1 | Ierland            | Baseball Ground, Derby Toeschouwers: 20.000 Scheidsrechter: David Philp (SCO) |
| 11 februari British Home Championship 1911 № 87 «onderlinge duels» 15:00 uur (UTC) | Albert Shepherd 18' Bobby Evans 87' |       | 88' Jimmy MacAuley | Baseball Ground, Derby Toeschouwers: 20.000 Scheidsrechter: David Philp (SCO) |

|                                                                                 |                                    |       |         |                                                                                 |
| 18 maart British Home Championship 1911 № 88 «onderlinge duels» 15:30 uur (UTC) | Schotland                          | 2 – 0 | Ierland | Celtic Park, Glasgow Toeschouwers: 32.000 Scheidsrechter: Herbert Bamlett (ENG) |
| 18 maart British Home Championship 1911 № 88 «onderlinge duels» 15:30 uur (UTC) | Willie Reid 23' Jimmy McMenemy 53' |       |         | Celtic Park, Glasgow Toeschouwers: 32.000 Scheidsrechter: Herbert Bamlett (ENG) |

### 1912
|                                                                                         |                   |       |                                                                                  |                                                                                |
| 10 februari British Home Championship 1912 № 89 «onderlinge duels» 15:30 uur (UTC–0:25) | Ierland           | 1 – 6 | Engeland                                                                         | Dalymount Park, Dublin Toeschouwers: 15.000 Scheidsrechter: Alex Jackson (SCO) |
| 10 februari British Home Championship 1912 № 89 «onderlinge duels» 15:30 uur (UTC–0:25) | Mickey Hamill 35' |       | 12', 40', 64' Harold Fleming 17' George Holley 50' Bert Freeman 85' Jock Simpson | Dalymount Park, Dublin Toeschouwers: 15.000 Scheidsrechter: Alex Jackson (SCO) |

|                                                                                      |                    |       |                                                            |                                                                                  |
| 16 maart British Home Championship 1912 № 90 «onderlinge duels» 15:30 uur (UTC–0:25) | Ierland            | 1 – 4 | Schotland                                                  | Windsor Park, Belfast Toeschouwers: 12.000 Scheidsrechter: Herbert Bamlett (ENG) |
| 16 maart British Home Championship 1912 № 90 «onderlinge duels» 15:30 uur (UTC–0:25) | Jimmy McKnight 42' |       | 8', 23' Walter Aitkenhead 60' Willie Reid 70' Bobby Walker | Windsor Park, Belfast Toeschouwers: 12.000 Scheidsrechter: Herbert Bamlett (ENG) |

|                                                                 |                                                        |       |                                       |                                                                                 |
| 13 april British Home Championship 1912 № 91 «onderlinge duels» | Wales                                                  | 2 – 3 | Ierland                               | Ninian Park, Cardiff Toeschouwers: 10.000 Scheidsrechter: Herbert Bamlett (ENG) |
| 13 april British Home Championship 1912 № 91 «onderlinge duels» | William Davies 30' David Davies 53' Frank Thompson 85' |       | 61' Jack McCandless 65' Batty Brennan | Ninian Park, Cardiff Toeschouwers: 10.000 Scheidsrechter: Herbert Bamlett (ENG) |

### 1913
|                                                                                        |         |                   |       |                                                                                 |
| 18 januari British Home Championship 1913 № 92 «onderlinge duels» 14:45 uur (UTC–0:25) | Ierland | 0 – 1             | Wales | Grosvenor Park, Belfast Toeschouwers: 8.000 Scheidsrechter: Jacky Pearson (ENG) |
| 18 januari British Home Championship 1913 № 92 «onderlinge duels» 14:45 uur (UTC–0:25) |         | 15' James Roberts |       | Grosvenor Park, Belfast Toeschouwers: 8.000 Scheidsrechter: Jacky Pearson (ENG) |

|                                                                                         |                          |       |                    |                                                                               |
| 15 februari British Home Championship 1913 № 93 «onderlinge duels» 15:30 uur (UTC–0:25) | Ierland                  | 2 – 1 | Engeland           | Windsor Park, Belfast Toeschouwers: 20.000 Scheidsrechter: Alex Jackson (SCO) |
| 15 februari British Home Championship 1913 № 93 «onderlinge duels» 15:30 uur (UTC–0:25) | Billy Gillespie 43', 75' |       | 10' Charlie Buchan | Windsor Park, Belfast Toeschouwers: 20.000 Scheidsrechter: Alex Jackson (SCO) |

|                                                                                      |                    |       |                                  |                                                                                |
| 15 maart British Home Championship 1913 № 94 «onderlinge duels» 15:30 uur (UTC–0:25) | Ierland            | 1 – 2 | Schotland                        | Dalymount Park, Dublin Toeschouwers: 23.000 Scheidsrechter: Arthur Adams (ENG) |
| 15 maart British Home Championship 1913 № 94 «onderlinge duels» 15:30 uur (UTC–0:25) | Jimmy McKnight 42' |       | 16' Willie Reid 32' Alec Bennett | Dalymount Park, Dublin Toeschouwers: 23.000 Scheidsrechter: Arthur Adams (ENG) |

### 1914
|                                                                   |                       |       |                          |                                                                                  |
| 19 januari British Home Championship 1914 № 95 «onderlinge duels» | Wales                 | 1 – 2 | Ierland                  | Racecourse Ground, Wrexham Toeschouwers: 5.000 Scheidsrechter: Isaac Baker (ENG) |
| 19 januari British Home Championship 1914 № 95 «onderlinge duels» | Evan Jones 80' (pen.) |       | 11', 70' Billy Gillespie | Racecourse Ground, Wrexham Toeschouwers: 5.000 Scheidsrechter: Isaac Baker (ENG) |

|                                                                                    |          |                                         |         |                                                                                      |
| 14 februari British Home Championship 1914 № 96 «onderlinge duels» 15:00 uur (UTC) | Engeland | 0 – 3                                   | Ierland | Ayresome Park, Middlesbrough Toeschouwers: 25.000 Scheidsrechter: Alex Jackson (SCO) |
| 14 februari British Home Championship 1914 № 96 «onderlinge duels» 15:00 uur (UTC) |          | 5', 80' Billy Lacey 36' Billy Gillespie |         | Ayresome Park, Middlesbrough Toeschouwers: 25.000 Scheidsrechter: Alex Jackson (SCO) |

|                                                                                      |               |       |                   |                                                                                  |
| 14 maart British Home Championship 1914 № 97 «onderlinge duels» 15:30 uur (UTC–0:25) | Ierland       | 1 – 1 | Schotland         | Windsor Park, Belfast Toeschouwers: 31.000 Scheidsrechter: Herbert Bamlett (ENG) |
| 14 maart British Home Championship 1914 № 97 «onderlinge duels» 15:30 uur (UTC–0:25) | Sam Young 89' |       | 70' Joe Donnachie | Windsor Park, Belfast Toeschouwers: 31.000 Scheidsrechter: Herbert Bamlett (ENG) |

### 1919
|                                                                                      |                  |       |              |                                                                              |
| 25 oktober British Home Championship 1919/20 № 98 «onderlinge duels» 15:00 uur (UTC) | Ierland          | 1 – 1 | Engeland     | Windsor Park, Belfast Toeschouwers: 30.000 Scheidsrechter: Tom Dougray (SCO) |
| 25 oktober British Home Championship 1919/20 № 98 «onderlinge duels» 15:00 uur (UTC) | Jimmy Ferris 70' |       | 1' Jack Cock | Windsor Park, Belfast Toeschouwers: 30.000 Scheidsrechter: Tom Dougray (SCO) |

België · Bohemen · Denemarken · Duitsland · Engeland · Finland · Frankrijk · Hongarije · Ierland · Italië · Luxemburg · Nederland · Noorwegen · Oostenrijk · Rusland · Schotland · Wales · Zweden · Zwitserland
IFA · A-internationals · Selecties · Bondscoaches · Noord-Iers vrouwenelftal · Brits olympisch elftal · N-Ierland U21 · N-Ierland U20 · N-Ierland U19 · N-Ierland U18 · N-Ierland U17 · N-Ierland U16
1882 – 1899 ·
1900 – 1919 ·
1920 – 1929 ·
1930 – 1939 ·
1940 – 1949 ·
1950 – 1959 ·
1960 – 1969 ·
1970 – 1979 ·
1980 – 1989 ·
1990 – 1999 ·
2000 – 2009 ·
2010 – 2019 ·
2020 – 2029
EK 2016
WK 1958 · 
WK 1982 · 
WK 1986
1921 · 
1922 · 
1923 · 
1924 · 
1925 · 
1926 · 
1927 · 
1928 · 
1929 · 
1930 · 
1931 · 
1932 · 
1933 · 
1934 · 
1935 · 
1936 · 
1937 · 
1938 · 
1939 · 
1940 · 1941 · 1942 · 1943 · 1944 · 1945 · 
1946 · 
1947 · 
1948 · 
1949 · 
1950 · 
1952 · 
1952 · 
1953 · 
1954 · 
1955 · 
1956 · 
1957 · 
1958 · 
1959 · 
1960 · 
1961 · 
1962 · 
1963 · 
1964 · 
1965 · 
1966 · 
1967 · 
1968 · 
1969 · 
1970 · 
1971 · 
1972 · 
1973 · 
1974 · 
1975 · 
1976 · 
1977 · 
1978 · 
1979 · 
1980 · 
1981 · 
1982 · 
1983 · 
1984 · 
1985 · 
1986 · 
1987 · 
1988 · 
1989 · 
1990 ·
1991 · 
1992 · 
1993 · 
1994 · 
1995 · 
1996 · 
1997 · 
1998 · 
1999 · 
2000 · 
2001 · 
2002 · 
2003 · 
2004 · 
2005 · 
2006 · 
2007 · 
2008 · 
2009 · 
2010 · 
2011 · 
2012 · 
2013 · 
2014 · 
2015 · 
2016 · 
2017 · 
2018 · 
2019 · 
2020 · 
2021 ·
2022 ·
2023 ·
2024
Albanië ·
Algerije ·
Andorra ·
Argentinië ·
Armenië ·
Australië ·
Azerbeidzjan ·
Barbados ·
België ·
Bosnië en Herzegovina ·
Brazilië ·
Bulgarije ·
Canada ·
Chili ·
Colombia ·
Costa Rica ·
Cyprus ·
Denemarken ·
Duitsland ·
Engeland ·
Estland ·
Faeröer ·
Finland ·
Frankrijk ·
Georgië · 
Griekenland ·
Honduras ·
Hongarije ·
Ierland ·
IJsland ·
Israël ·
Italië ·
Joegoslavië ·
Kazachstan ·
Kosovo ·
Kroatië ·
Letland ·
Liechtenstein ·
Litouwen ·
Luxemburg · 
Malta ·
Marokko ·
Mexico ·
Moldavië ·
Montenegro ·
Nederland ·
Nieuw-Zeeland ·
Noorwegen ·
Oekraïne ·
Oostenrijk ·
Panama ·
Polen ·
Portugal ·
Qatar ·
Roemenië ·
Rusland ·
Saint Kitts en Nevis ·
San Marino ·
Schotland ·
Servië ·
Servië en Montenegro ·
Slovenië ·
Slowakije ·
Sovjet-Unie ·
Spanje ·
Thailand ·
Trinidad en Tobago ·
Tsjechië ·
Tsjecho-Slowakije ·
Turkije ·
Uruguay ·
Verenigde Staten ·
Wales ·
Wit-Rusland · 
Zuid-Korea ·
Zweden ·
Zwitserland
Frankrijk (1982) · Oekraïne (2016) · Oostenrijk (1982) · Polen (2016)